# Школа № 281 (Санкт-Петербург)
Государственное бюджетное общеобразовательное учреждение Лицей № 281 Адмиралтейского района Санкт-Петербурга — среднее общеобразовательное заведение с углублённым изучением предметов естественно-научного профиля. До 26 февраля 2008 года — средняя школа № 281 с углубленным изучением химии Адмиралтейского района города Санкт-Петербурга.
Расположено в Адмиралтейском районе Санкт-Петербурга. Как средняя школа, была открыта в 1948 году в новом здании в Советском переулке, построенном в 1948 году, на базе 281-й восьмилетней школы. В 1954 году произошёл переход на совместное обучение мальчиков и девочек. В 1956 году была преобразована среднюю общеобразовательную школу с политехническим обучением. В 2008 году преобразована в лицей.

## Специализация
281-я школа - пионер в области политехнического обучения в СССР.
Традиционно в 281-й школе осуществляется обучение с углублённым изучением химии. В 1989 году был дополнительно создан класс с углублённым изучением математики и программирования. В настоящее время школа реализует подготовку учащихся по профилям:
- химико-биологический;
- физико-химический;
- информационно-технологический.

## Известные выпускники
- Президент Российской Федерации Владимир Путин[1][2][3][4][5][6];
- Российский учёный-правовед, криминолог и социолог Яков Гилинский;

- Писатель-фантаст Святослав Логинов[7];
- Композитор, музыкант, певец Игорь Вдовин;[источник не указан 3060 дней]
- Директор Санкт-Петербургского Дома радио — Юрий Радкевич;[источник не указан 3108 дней]
- Поэт, журналист (член Союза писателей и Союза журналистов), автор пяти поэтических сборников — Николай Астафьев;[источник не указан 3108 дней]
- Неонацист Алексей Воеводин;